# José Ramón Bauzá
Pour les articles homonymes, voir Bauzá.
José Ramón Bauzá Díaz, né le 16 novembre 1970 à Madrid, est un homme politique espagnol, membre du parti Ciudadanos (Cs). Il est président des îles Baléares entre 2011 et 2015 et député européen de 2019 à 2024.

## Biographie

### Enfance et jeunesse
À huit ans, à la suite d'une mutation de son père militaire, il déménage à Palma de Majorque, où il accomplit ses études primaires et secondaires. Il intègre ensuite l'université complutense de Madrid, où il obtient un diplôme de pharmacie, mais il ne s'occupe pas longtemps de son officine de Marratxí.

### Élu local de Marratxí
En 1996, il adhère au Parti populaire (PP), et devient conseiller municipal de Marratxí, sur l'île de Majorque. 
Réélu en 1999, il est tête de liste en 2003, et arrive en tête avec 35,5 % des voix et 9 sièges sur 21. Il passe ensuite un accord avec les Indépendants de Marratxí (ID-MA), qui fait de lui le premier adjoint au maire, chargé de l'Urbanisme et de la Santé, jusqu'au 16 juin 2005, date à laquelle il prend la mairie de la ville. Il se présente pour un second mandat en 2007, et obtient 45,5 % des suffrages et 11 sièges, soit l'exacte majorité absolue. Il se voit reconduit peu après. Entre avril 2006 et juillet 2007, il préside la mancomunidad de Raiguer dont Marratxí est la commune la plus peuplée.

### Ascension politique
Après avoir été élu président de la section du PP à Marratxí en 2003, il est désigné vice-président de la fédération des Îles Baléares (PPIB), sous la présidence de Rosa Estaràs, lors du congrès du 5 juillet 2008. À la suite de la démission d'Estaràs pour raisons de santé, il est désigné, le 11 septembre 2009, pour lui succéder. Il accepte, quatre mois plus tard, de convoquer un congrès extraordinaire pour le 6 mars 2010, qu'il remporte sans difficulté avec 69 % des voix contre Carlos Delgado, déjà candidat au congrès de 2008.

### Président des Îles Baléares
En sa qualité de président du PP régional, il conduit la campagne du parti aux élections régionales de 2011. Le parti s'impose de nouveau, mais cette fois les 46,3 % des suffrages lui donnent 35 députés sur 59, soit le meilleur résultat en sièges de l'histoire des Îles Baléares. 
Le 15 juin, José Ramón Bauzá est investi président des Îles Baléares et annonce la formation d'un gouvernement de sept membres, comptant seulement une trentaine de directions générales, soit une taille deux fois moins élevée que l'équipe du socialiste Francesc Antich. Il prête serment trois jours plus tard.
Il cède le pouvoir le 2 juillet 2015 à la socialiste Francina Armengol, à la suite de la victoire des forces de gauche lors de l'élection régionale du 24 mai précédent.
En 2019, il est élu au Parlement européen où il siège au sein du groupe Renew Europe jusqu'en 2024.

### Vie privée
Marié, il réside à Marratxí.